# 에티오피아 항공 702편
에티오피아 항공 702편(영어: Ethiopian Airlines Flight 702)은 2014년 2월 25일에 일어났다.
이 사건은 에티오피아 볼레 국제공항에서 출발해서 이탈리아 레오나르도 다 빈치 국제공항에 경유후
밀라노 말펜사 공항에 도착할 예정이였다.

## 여파
이 사건으로 인해 스위스 제네바 공항이 일시적으로 폐쇄되었다. 이날 8시 45분 이후 다시 운항이 재개될 방침이라고 전했다.

## 같이 보기
- 에티오피아 항공 961편 납치 추락 사건